# Droga wojewódzka nr 283
Droga wojewódzka nr 283 (DW283) – droga wojewódzka w zachodniej części Polski w Lubuskiem biegnąca z Zielonej Góry przez Kożuchów do drogi DW292 w kierunku Bytomia Odrzańskiego. Przebiega przez powiaty: zielonogórski i nowosolski oraz przez miasto na prawach powiatu Zielona Góra.

## Miejscowości leżące przy trasie DW283
- Zielona Góra
- Książ Śląski
- Studzieniec
- Mirocin Dolny
- Mirocin Średni
- Kożuchów
- Czciradz
- Lasocin
- Rejów